# Proscelotes arnoldi
Proscelotes arnoldi là một loài thằn lằn trong họ Scincidae. Loài này được Hewitt mô tả khoa học đầu tiên năm 1932.